# Юрі Вільмс
Ю́рі Вільмс або Ю́рій Ре́йнович Вільмс (ест. Jüri Vilms; 13 березня 1889; Аркма, Кабальська волость, Феллінський повіт, Ліфляндська губернія, Російська імперія — 13 квітня 1918 (точна дата невідома); Гельсінкі, Фінляндія) — естонський політик, один із засновників незалежної Естонської Республіки.

## Життєпис
Юрі Вільмс народився на хуторі Підурі в селі Аркма в парафії Піліствере (нині у волості Тюрі повіту Ярвамаа в Естонії).
1905 року був заарештований царською поліцією з політичних причин, за що виключений зі школи. Втік до Фінляндії, але незабаром повернувся до Естонії і був знову зарахований до гімназії міста Пярну, 1907 року отримав атестат зрілості.
Від 1907 до 1911 року вивчав юриспруденцію в Тартуському університеті. У період навчання став членом Товариства естонських студентів, де його згодом обрано головою. Після закінчення університету працював адвокатом у Таллінні. Трохи згодом відкрив власну юридичну фірму.

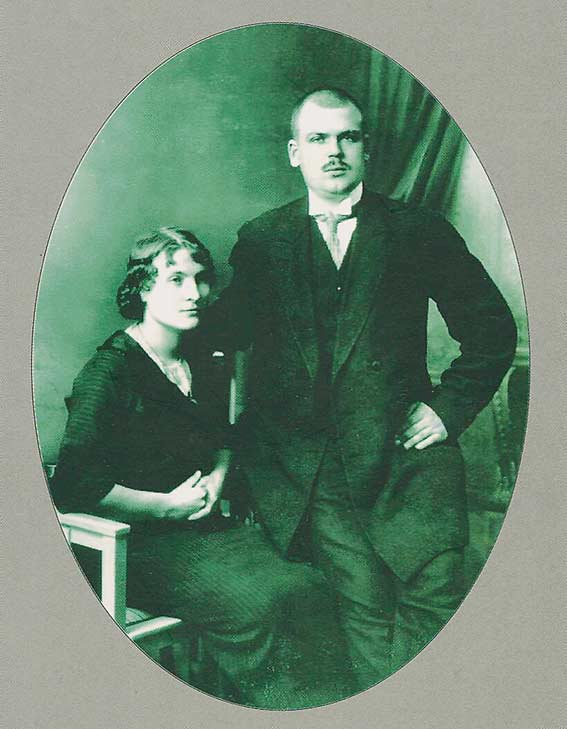
Юрі Вільмс з Марі Оберст, колегою з юридичного факультету Тартуського університету

Від початку Першої світової війни був пов'язаний з естонським національним рухом та публікував статті, в яких вимагав автономії для Естонії в складі Російської імперії. Критикував політичні поняття Яана Тиніссона, який захищав ідею культурної автономії та ідеї Костянтина Пятса, який, у свою чергу, бачив політичні можливості у співпраці з балтійськими німцями в Естонії.
1917 року заснував нову політичну партію Естонії — лівоцентристську Eesti Tööerakond (Естонська трудова партія). Наприкінці 1917 року обраний до Всеросійських установчих зборів в Естляндському виборчому окрузі за списком № 3 (Естонська трудова партія). Учасник єдиного засідання Установчих зборів 5 січня 1918 року, увійшов до фракції трудовиків.
19 лютого 1918 року разом із Костянтином Пятсом і Костянтином Коніком представляли Раду старійшин естонського ландрату (ест. Eesti Maanõukogu Vanematekogu) на створеному Комітеті порятунку Естонії (ест. Eestimaa Päästekomitee). Було ухвалено угоду, за якою вся виконавча влада довірялася Комітету порятунку Естонії. 24 лютого 1918 року Естонію проголошено незалежною республікою. Того ж дня Комітет порятунку призначив Тимчасовий уряд Естонії, в якому Вільмса призначено заступником глави уряду та міністром суддівських справ.
Наприкінці березня 1918 року під час німецької окупації Естонії Вільмс зібрався з трьома соратниками (Арнольд Юргенс, Йоханнес Пейстик та Олексій Рюнк) на санях і на коні поїхати з Кясму до Фінляндії та Швеції по Балтійському морю, яке на той час було вкрите кригою. Там він сподівався знайти зовнішньополітичну підтримку молодої Естонської Республіки.
Припускають, що 24 березня 1918 року всіх чотирьох арештували німецькі солдати на острові Суурсаарі та невдовзі стратили. Безперечні сліди мандрівників закінчувалися на кризі біля острова Вайндло. Згідно з офіційним, але недостовірним розслідуванням, німці стратили всіх чотирьох чоловіків на цукровому заводі Тейоле (Töölö) в Гельсінкі (нині Національна опера) під час окупації Гельсінкі 13 квітня 1918 року. Потім їх нібито поховали в братській могилі неподалік від нинішнього Північного Гаазького вокзалу. В обох місцях встановлено меморіальні дошки про долю естонців. Однак немає жодних доказів страти та поховання, крім тверджень Пеетера Маца та двох його партнерів, які підготували звіт. Серед іншого, як доказ, додано фотографію, на якій, як виявилося, сфальсифіковано обличчя ката. У праця Сеппо Зеттерберга «Смерть Юрі Вільмса» це дослідження розглянуто як фінансову махінацію.
2008 року в шведських військових архівах виявлено матеріали, які могли б пролити світло на обставини загибелі Вільмса. Згідно з ними, шведські добровольці 2 травня 1918 року в Хаухо стратили трьох естонців. У розповіді про цей розстріл сказано, що людина, яка була лідером групи, мала «прекрасний костюм і доглянуті руки» і готівку у розмірі 6000 фінських марок.
Роман Яана Кросса «Думка короля» оповідає історію життя Юрі Вільмса.
1999 року Вільмса включено до складеного за результатами письмового й онлайн-голосування списку 100 великих діячів Естонії XX століття.